# Osa średnia
Osa średnia (Dolichovespula media) – palearktyczny gatunek owada z rodziny osowatych (Vespidae). Występuje w Europie (także w Polsce) oraz w północnej i środkowej Azji.
Królowe D. media są często mylone z szerszeniem. Spowodowane jest to wielkością oraz posiadaniem czerwonego zabarwienia. Można je jednak rozpoznać po tym, że D. media ma żółte plamki na tułowiu w kolorze głębokiej czerni, czego brak u V. crabro. Królowe osiągają do 25 mm długości, a robotnice 15–18 mm.
Gruszkowatego kształtu gniazda o długości do 20 cm zawieszane są w koronach drzew. W jednym gnieździe żyje ponad 100 os.

## Ekologia
D. media to owad społeczny o wysokim poziomie wykształcenia struktur socjalnych – gatunek eusocjalny. Zajmuje w większości siedliska nizinne, w tym lasy, pola uprawne, miasta i parki.

## Znaczenie w ochronie środowiska
D. media w Polsce występuje na przykład w Parku Kampinoskim. Nie jest zagrożona wyginięciem, jednak jest gatunkiem rzadkim.

## Przypisy

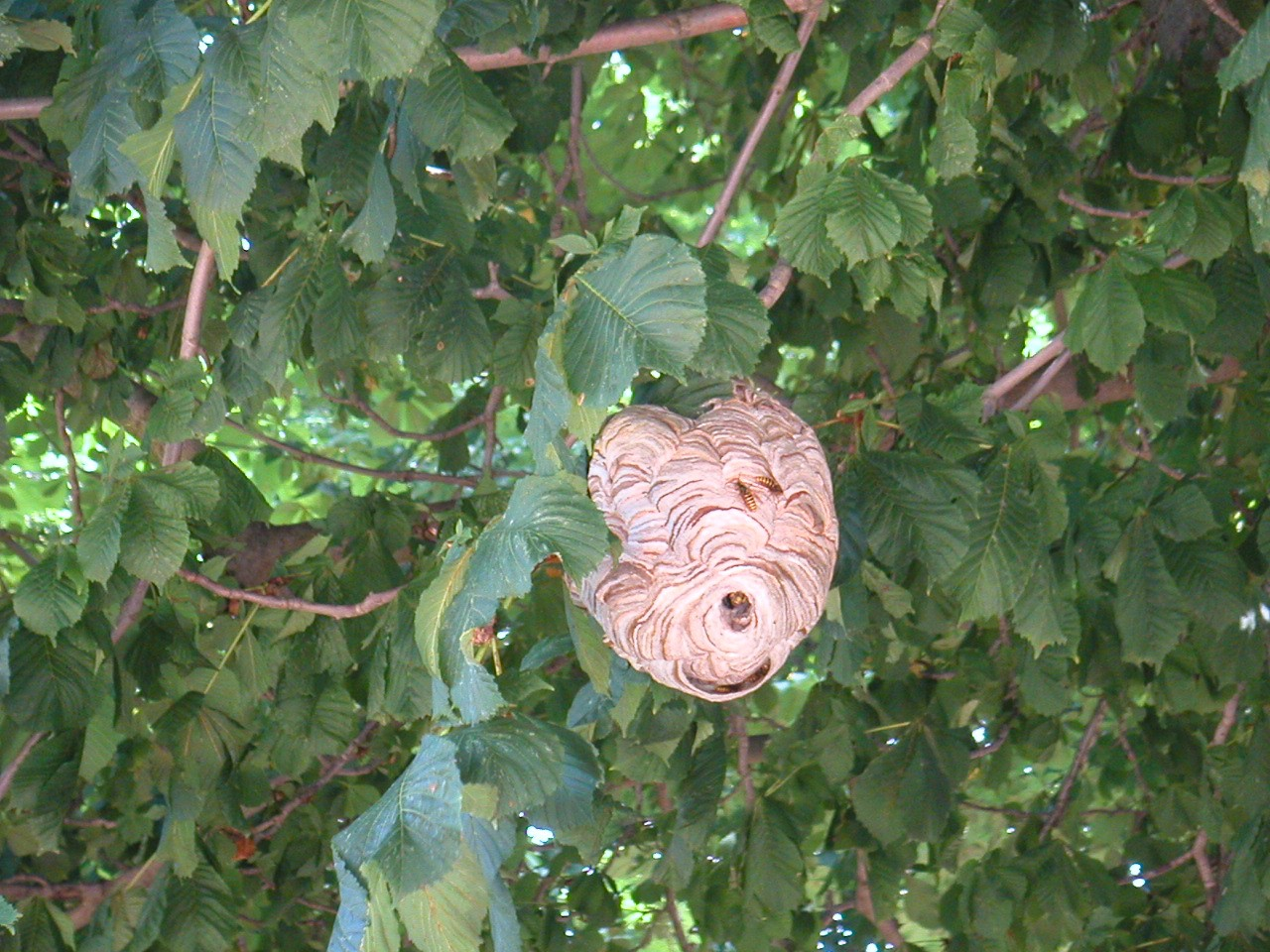
Gniazdo